# Everyone's Child
Pour plus de détails, voir Fiche technique et Distribution.
Everyone's Child est un film zimbabwéen réalisé par Tsitsi Dangarembga et sorti en 1996. C'est un drame qui suit le parcours éprouvant de deux enfants qui doivent subsister seuls après la mort de leurs parents. C'est le premier film à avoir été réalisé par une femme zimbabwéenne noire.

## Synopsis
À la mort de leurs parents, Itayi et Tamari se retrouvent brutalement livrés à eux-mêmes. Leur famille et leurs amis ne leur procurent aucune aide et leur oncle leur prend leur charrue dont ils ont besoin pour vivre. Écœuré et désespéré, Itayi va tenter sa chance à la ville pour trouver un moyen de les nourrir, laissant Tamari seule à la maison pour s'occuper de leurs jeunes frères et sœurs.

## Fiche technique
- Titre : Everyone's Child
- Réalisation : Tsitsi Dangarembga
- Scénario : Shimmer Chinodya (histoire), Tsitsi Dangarembga, John Riber, Andrew Whaley
- Musique : Keith Farquharson
- Direction de la photographie : Patrick Lindsell
- Montage : Louise Riber
- Production : Jonny Persey, John Riber, Ben Zulu
- Studio de production : Media for Development Trust
- Pays :  Zimbabwe
- Langue : anglais
- Format : couleur
- Durée : 90 minutes
- Date de sortie : 1996

## Diffusion
Le film est projeté en septembre 1996 au Festival international du film de Toronto au Canada.